# فلاویو موگرینی
فلاویو موگرینی (ایتالیایی: Flavio Mogherini؛ ۲۵ مارس ۱۹۲۲ – ۲۳ آوریل ۱۹۹۴) کارگردان فیلم، فیلم‌نامه‌نویس، طراح صحنه و لباس، و طراح تولید اهل ایتالیا بود.
وی پدر فدریکا موگرینی، نماینده سابق عالی اتحادیه اروپا در سیاست خارجی و امور امنیتی است.
از جمله فیلم‌هایی که وی در آن‌ها نقش داشته‌است، می‌توان به دوست داشتن اوفلیا، پائولو بارکا، معلم مدرسه و برهنه‌گرای آخر هفته، تعطیلات با یک گانگستر، راننده‌کامیون‌ها، لطفاً مراقب آملیا باش، پرونده دختر پیژامه‌پوش و عشاق و دیوانگان اشاره نمود.